# Acabaria dakini
Acabaria dakini är en korallart som beskrevs av Thorpe 1928. Acabaria dakini ingår i släktet Acabaria och familjen Melithaeidae. Inga underarter finns listade i Catalogue of Life.